# Tablero de fibra de densidad media

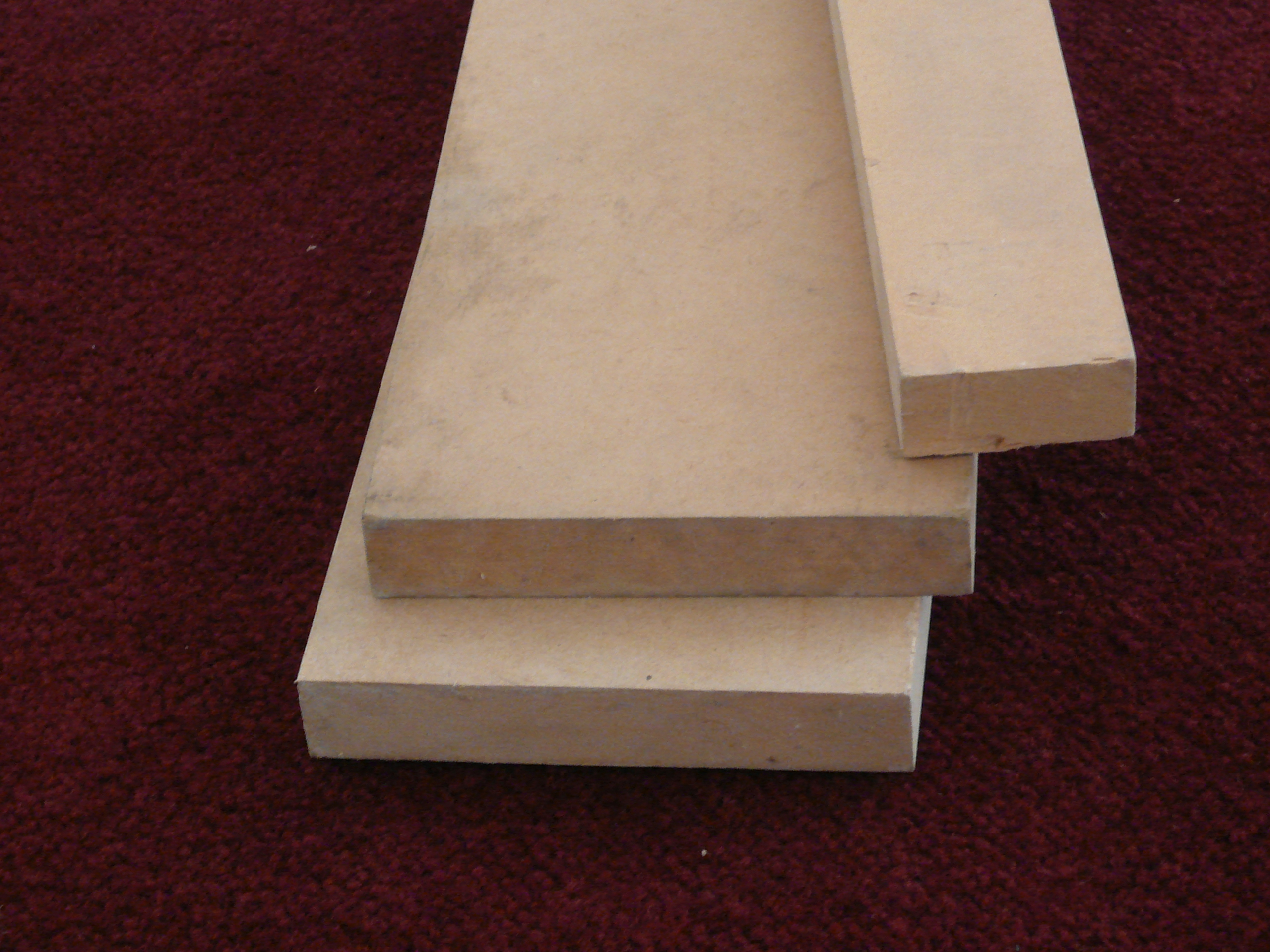
Diversos tablones de MDF.

El fibropanel de densidad media o MDF  (por sus siglas en inglés medium density fibreboard o también llamado DM, Trupán o Fibrofácil ) es un producto de madera reconstituida que se obtiene descomponiendo residuos de madera dura o blanda en fibras de madera, a menudo en un desfibrador, combinándolo con cera y un aglutinante de resina, y formando paneles mediante la aplicación de alta temperatura y presión. El MDF es por lo general más denso que el contrachapado. El MDF es más fuerte y denso que el aglomerado.
A la madera (que previamente se han desfibrado y eliminado la lignina que poseían) aglutinadas con resinas sintéticas mediante fuerte presión y calor, en seco, hasta alcanzar una densidad media.
Presenta una estructura uniforme y homogénea y una textura fina que permite que sus caras y cantos tengan un acabado perfecto. Se trabaja prácticamente igual que la madera maciza, pudiéndose fresar y tallar en su totalidad. La estabilidad dimensional, al contrario que la madera maciza, es óptima, pero su peso es muy elevado. Constituye una base excelente para las chapas de madera. Es perfecto para lacar o pintar. También se puede barnizar (aunque debido a sus características no es necesario). Se encola (con cola blanca) fácilmente y sin problemas. Suele ser de color marrón medio-oscuro y es un tablero de bajo coste económico en el mercado actual.
Recomendable para construir todo tipo de muebles (funcionales o artísticos) en los que el peso no suponga ningún problema. Son una base óptima para lacar. Excelente como tapas de mesas y bancos de trabajo.
No es apto para exterior ni condiciones húmedas, ya que este tipo de madera se hincha inmediatamente en contacto mínimo con el agua. En condiciones húmedas continuas los tableros se hinchan de tal manera que se llegan a desfibrar, llegando incluso a doblar su volumen. Existen placas de DM que llevan un tratamiento antihumedad (hidrófugo).
Básicamente se usa en la industria del mueble (en ebanistería para los fondos de armarios y cajones debido a que son muy baratos y no se pudren ni carcomen), la construcción e industrias afines, pero también se utiliza para hacer tallas y esculturas pegando varios tableros hasta conseguir el grosor adecuado, como soporte o lienzo de pintura, de base para maquetas, y como trasera de portafotos, pósteres y puzles.
Principalmente se elabora con viruta o serrín fino de pino tipo radiata o maderas similares.

## Fabricación
Los paneles de MDF son producidos usando troncos frescos de pino, seleccionados y descortezados. Los rollizos se reducen a astillas, después de su previo descortezado, que son lavadas y posteriormente se someten a un proceso termomecánico de desfibrado. La fibra se mezcla con aditivos (resina, cera y urea) y finalmente pasa por un proceso de prensado en donde se aplica presión y temperatura dando así origen al tablero de MDF.

## Clasificación
Los Paneles de Fibra de Densidad Media (MDF) se pueden clasificar sobre la base de diferentes criterios:
1. Tipo de cola que se ha utilizado en su fabricación:
- MDF Standard: recomendado para uso en ambientes secos
- MDF Hidrófugo o RH (Resistente a la humedad): recomendado para ambientes húmedos. suelen teñirse con un color verde para diferenciarlo del estándar.
- MDF Ignífugo: Con propiedades retardantes contra el fuego.

2. Con base en su acabado:
- Sin lijar: que al contrario de lo que la intuición nos dice, es una superficie más resbaladiza.
- Lijado

3. Con base en su contenido en Formaldehído:
- E0
- E1 < 8mg/m3
- E2 >8mg/m3

4. Según su densidad:
- MDF Light (550 kg/m3)
- MDF (600kg/m3)
- HDF >820kg/m3

5. Según su espesor:
- MDF Delgado (de 2mm a 6mm)
- MDF Medio (de 7 a 30mm)
- MDF Grueso (>30mm)

Nota: Existen MDF de colores para aplicaciones concretas (Como el comercializado por Valvopan-IFM en Portugal) MDF especial para moldurar (como el Fibralac de Finsa o el 3D de Kronospan que tienen un mayor porcentaje de cola y de madera de pino) MDF especial para curvar (normalmente en 3MM) MDF especial para impresores (con mucha cola para que se mantenga recto el tablero y absorba la menor cantidad de pintura posible).